# Stazione di Westport
La stazione di Westport, nota anche come Westport Town, è lo scalo terminale della linea per Portarlington a servizio dell'omonima città della contea di Mayo, Irlanda.

## Storia
La stazione fu aperta il 28 gennaio 1866.

## Strutture ed impianti
È dotata di due binari.

## Movimento
- InterCity Dublino Heuston-Westport

## Servizi
- Servizi igienici
- Capolinea autolinee
- Biglietteria a sportello
- Biglietteria self-service
- Distribuzione automatica cibi e bevande